# Dave Gardner
Dave Gardner (Toronto, Canadá; 23 de agosto de 1952-20 de marzo de 2023) fue un jugador canadiense de hockey sobre hielo que jugó 350 partidos con cinco equipos de la NHL en la posición de Centro.

## Carrera
| 1969–70      | St. Michael's Buzzers   | MetJHL       | 36  | 54  | 42  | 96  | —  | —  | —  | —  | —  | — |
| 1970–71      | Toronto Marlboros       | OHA-Jr.      | 62  | 56  | 81  | 137 | 7  | 13 | 7  | 10 | 17 | 2 |
| 1971–72      | Toronto Marlboros       | OHA-Jr.      | 57  | 53  | 76  | 129 | 16 | 10 | 7  | 17 | 24 | 4 |
| 1972–73      | Montreal Canadiens      | NHL          | 5   | 1   | 1   | 2   | 0  | —  | —  | —  | —  | — |
| 1972–73      | Nova Scotia Voyageurs   | AHL          | 66  | 28  | 44  | 72  | 15 | 13 | 5  | 6  | 11 | 4 |
| 1973–74      | Montreal Canadiens      | NHL          | 31  | 1   | 10  | 11  | 2  | —  | —  | —  | —  | — |
| 1973–74      | St. Louis Blues         | NHL          | 15  | 5   | 2   | 7   | 6  | —  | —  | —  | —  | — |
| 1974–75      | St. Louis Blues         | NHL          | 8   | 0   | 2   | 2   | 0  | —  | —  | —  | —  | — |
| 1974–75      | California Golden Seals | NHL          | 64  | 16  | 20  | 36  | 6  | —  | —  | —  | —  | — |
| 1975–76      | California Golden Seals | NHL          | 74  | 16  | 32  | 48  | 8  | —  | —  | —  | —  | — |
| 1976–77      | Cleveland Barons        | NHL          | 76  | 16  | 22  | 38  | 9  | —  | —  | —  | —  | — |
| 1977–78      | Cleveland Barons        | NHL          | 75  | 19  | 25  | 44  | 10 | —  | —  | —  | —  | — |
| 1978–79      | Springfield Indians     | AHL          | 10  | 1   | 3   | 4   | 0  | —  | —  | —  | —  | — |
| 1978–79      | Tulsa Oilers            | CHL          | 20  | 4   | 10  | 14  | 2  | —  | —  | —  | —  | — |
| 1978–79      | Dallas Black Hawks      | CHL          | 39  | 6   | 27  | 33  | 6  | 9  | 5  | 7  | 12 | 4 |
| 1979–80      | Binghamton Dusters      | AHL          | 18  | 3   | 9   | 12  | 2  | —  | —  | —  | —  | — |
| 1979–80      | Philadelphia Flyers     | NHL          | 2   | 1   | 1   | 2   | 0  | —  | —  | —  | —  | — |
| 1979–80      | Maine Mariners          | AHL          | 37  | 20  | 35  | 55  | 16 | 12 | 2  | 5  | 7  | 4 |
| 1980–81      | HC Ambrì–Piotta         | SUI.2        | 37  | 51  | 56  | 107 | 32 | —  | —  | —  | —  | — |
| 1981–82      | HC Ambrì–Piotta         | SUI.2        | 38  | 47  | 41  | 88  | —  | —  | —  | —  | —  | — |
| 1982–83      | HC Ambrì–Piotta         | NDA          | 36  | 36  | 22  | 58  | —  | —  | —  | —  | —  | — |
| 1983–84      | EHC Visp                | SUI.2        | 40  | 41  | 36  | 77  | 14 | —  | —  | —  | —  | — |
| 1984–85      | EHC Visp                | SUI.2        | 40  | 51  | 51  | 102 | 38 | —  | —  | —  | —  | — |
| 1985–86      | EHC Visp                | SUI.3        | 22  | 35  | 33  | 68  | 26 | —  | —  | —  | —  | — |
| 1986–87      | EHC Visp                | SUI.3        | 22  | 33  | 36  | 69  | 0  | —  | —  | —  | —  | — |
| 1987–88      | EHC Visp                | SUI.3        | 20  | 50  | 22  | 72  | —  | 10 | 18 | 8  | 26 | — |
| NHL totals   | NHL totals              | NHL totals   | 350 | 75  | 115 | 190 | 41 | —  | —  | —  | —  | — |
| AHL totals   | AHL totals              | AHL totals   | 131 | 52  | 91  | 143 | 33 | 25 | 7  | 11 | 18 | 8 |
| SUI.2 totals | SUI.2 totals            | SUI.2 totals | 155 | 190 | 184 | 374 | —  | —  | —  | —  | —  | — |